# Disfunção testicular
Disfunção testicular é uma doença endócrina e reprodutiva masculino que pode ser caracterizado por produção excessiva (hipergonadismo) ou insuficiente (hipogonadismo) de andrógenos, como testosterona e diidrotestosterona. É uma possível causa de infertilidade masculina e androginia.

## Causas

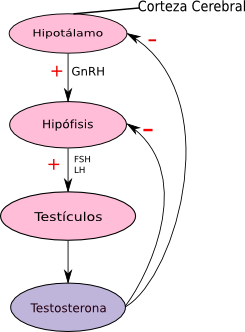
Qualquer problema no ciclo da testosterona pode causar disfunção testicular.

Existem diversas possíveis causas, os testículos são muito sensíveis a estímulos externos como medicamentos, doenças e traumas:
- Uso contínuo ou interrupção brusca de medicamentos como:
  - Anabolizantes;
  - Glucocorticoides;
  - Cetoconazol;
  - Opiáceos;
  - Quimioterapia;
- Problemas genéticos:
- Síndrome de Klinefelter (XXY);
- Síndrome do XYY;
- Doenças do testículo como:
  - Caxumba;
  - Orquite;
  - Adenoma testicular;
  - Doenças na hipófise ou hipotálamo;
  - Câncer de testículo;
  - Epididimite;
  - Hemocromatose;
  - Criptorquia;
- Golpe ou torção dos testículos;
- Lesões leves e constantes aos testículos (como moto e cavalo);
- Consumo frequente de maconha.

O excesso de testosterona, assim como de outros hormônios, costuma resultar em inibição dos LH, que estimula sua produção, corrigindo o problema em indivíduos saudáveis e que não tomem esteroides. Por isso é mais comum a falta que o excesso de testosterona em homens, especialmente em homens mais após os 60 e em obesos, quando a testosterona está diminuída.[carece de fontes?]

### Fatores de risco
Queda da produção testicular de testosterona pode ocorrer por:
- Obesidade;
- Doenças crônicas sistêmicas;
- Apneia do sono;
- Síndrome de Kallmann;
- Etnia e histórico familiar (câncer testicular é 5 vezes mais comum em afro-americanos);
- Diabetes mellitus;
- Hipertensão arterial;
- Envelhecimento natural.

## Sinais e sintomas

### Sintomas de excesso de testosterona
- Acne;
- Calvície;
- Puberdade precoce;
- Agressividade;
- Câncer de próstata;

### Sintomas de falta de testosterona
Menor crescimento;
- Ginecomastia;
- Infertilidade;
- Menor massa muscular;
- Menor desejo sexual (libido);
- Falta de pelos púbicos e axilares;
- Atraso no desenvolvimento de características sexuais masculinas secundárias (crescimento de cabelo, aumento do escroto, o alargamento do pênis e mudança de voz).

## Epidemiologia
Deficiência de testosterona por baixa função testicular (hipogonadismo masculino) é um problema muito comum entre os mais velhos, atingindo de 5,6% a 39% dos homens após os 45 anos, e de 2,1 a 12% na população geral. A grande maioria 87%, não fez tratamento de reposição hormonal. 
Em pesquisas com uso de anabolizantes no Brasil, encontraram que 2 em Santa Maria/RS, 8% em São Paulo e 24% em Goiânia e Porto Alegre, dos praticantes de musculação usavam algum anabolizante.

## Tratamento
Em caso de falta ou excesso de andrógenos ou distúrbio genético, a terapia de reposição hormonal masculina pode re-estabelecer os níveis normais de GnRH, FSH, LH e testosterona. Deve ser feito com acompanhamento médico, e nem sempre é feito, pois aumento de testosterona pode causar câncer de próstata.
Caso o problema seja algum câncer, pode ser necessário cirurgia para remover o tumor, radioterapia e/ou quimioterapia. Já se o problema for uma infecção bacteriana, deve ser tratado com antibióticos adequados. Se o problema for medicamentoso, o remédio ou a dose devem mudar. Caso o problema seja um trauma leve ou viral, proteger os testículos, beber água e repouso podem ser suficientes para o organismo se auto-reparar.
Em caso de torção dos testículos, descenso incompleto ou trauma físico grave, cirurgia pode melhorar a irrigação sanguínea e posicionamento local, melhorando a produção de andrógenos.